# Stribet delfin
Den stribede delfin (Stenella coeruleoalba) er en velundersøgt og almindelig delfin, der findes i både varme tempererede og i tropiske områder af alle verdens have. Dens navn skyldes de smalle mørkeblå striber fra øjet ned langs siden samt fra øjet til luffen.

## Taksonomi
Den stribede delfin klassificeres i øjeblikket som en af flere arter i slægten Stenella; men genetisk forskning tyder på, at denne slægt udgør en polyfyletisk gruppe. I følge forskningen er den stribede delfin nærmest beslægtet med clymenedelfin, de almindelige delfiner, atlantisk plettet delfin samt indopacifisk øresvin, der tidligere blev betragtet som en underart til øresvinet. Den stribede delfin blev første gang videnskabeligt beskrevet i 1833 af den tyske læge og botaniker Franz Meyen (1804-1840). Artsepitetet coeruleoalba (fra latin caeruleus 'mørkeblå' og albus 'hvid') hentyder til de blå og hvide striber på dyrets sider.

## Beskrivelse
Den stribede delfin minder i størrelse og form om en række andre delfiner der lever i samme område (pantropisk plettet delfin, atlantisk plettet delfin, clymenedelfin). Men dens farvetegning gør den relativt nem at kende. Undersiden er hvid eller lyserød. Der er en eller to mørkeblå striber der løber mellem øjet og luffen. Herover findes yderligere to blå striber, der løber fra øjet og bagud på den lyse flanke. Den ene er kort og slutter lige over luffen. Den anden går langs flanken, indtil den i en bredere stribe går ned under bugen, lige før haleroden. Over disse striber på lys baggrund findes et bredt lyseblåt bånd. Ryggen, rygfinnen, panden og næbbet er mørkeblå. Der kan også findes en sort plet om øjnene.
Ved fødslen vejer ungen omkring 11 kg og er 90-100 centimeter lange. Som voksen måler den stribede delfin 1,8 til 2,5 meter i længden og vejer 90-150 kg. Alderen for kønsmodenhed for hunner varierer mellem 7 og 15 år, for hanner er den mellem 5 og 13 år. Levealderen er 50 år.
Den stribede delfin lever i grupper, der varierer i størrelse fra 10 til 500 individer. Grupperne lader til at være mindre i Middelhavet og Atlanterhavet end andre steder. De blander sig også med almindelige delfiner.
Den stribede delfin udfører spektakulær luftakrobatik, f.eks. baglæns kolbøtter, halesnoninger og spring med bugen først.
Arten lever af mindre fisk, blæksprutter og krebsdyr.

## Udbredelse
Den stribede delfin lever i tempererede og tropiske, kystfjerne vande. Den er udbredt i det nordlige og sydlige Atlanterhav (inkl. Middelhavet og den Mexicanske Golf), det Indiske Ocean og Stillehavet. Den dækker ca. et område fra 40° N til 30° S. 
Den er fundet i vand hvis temperatur varierer fra 10 til 26 grader celsius, om end det normale er 18-22 grader. 
Omkring Japan i det vestlige Stillehav, hvor arten er blevet studeret grundigt, er sæsonbetingede vandringer observeret. Dette er ikke observeret i andre områder. Den samlede mængde af stribede delfiner anslås til at være over to millioner. Det er den almindeligste hvalart i Middelhavet.

## Menneskelig interaktion
I Japan har man jaget stribede delfiner i det vestlige Stillehav siden 1800-tallet eller måske før. I nogle år dræbtes 15-20.000 dyr. Siden 1980'erne har der eksisteret kvoter, så antallet er faldet til ca. 1.000 om året. Økologer er bekymrede for arten i Middelhavet, der er truet af forurening, sygdom, skibstrafik samt store mængder af bifangst.
Stribede delfiner er blevet holdt i fangenskab, men det er ikke lykkedes at træne dem.